# .mx
.mx là tên miền quốc gia cấp cao nhất (ccTLD) của México.
Ý nghĩa của khẩu hiệu trên biểu trưng là: ".mx là một cách mới để gọi Mexico."

## Tên miền cấp 2
Đăng ký tên mienef gồm tên cấp 3 dưới các tên cấp 2 tương đương với một vài tên miền cấp cao nhất:
- .com.mx – cơ quan thương mại (không giới hạn)
- .net.mx – nhà cung cấp mạng (phải có chứng nhận)
- .org.mx – tổ chức phi lợi nhuận (phải có chứng nhận)
- .edu.mx – tổ chức giáo dục (phải có chứng nhận)
- .gob.mx – tổ chức chính phủ (Mexico, bang, địa phương)